# Championnats de France d'athlétisme 1999
Navigation
Championnats 1998 Championnats 2000
Les Championnats de France d'athlétisme « Élite » 1999 ont eu lieu du 30 juillet au 1er août 1999 au Stade René-Gaillard de Niort.

## Palmarès
| Discipline        | Hommes              | Hommes         | Femmes            | Femmes         |
| ----------------- | ------------------- | -------------- | ----------------- | -------------- |
| 100 m             | Aimé-Issa Nthépé    | 10 s 16        | Katia Benth       | 11 s 27        |
| 200 m             | Thierry Lubin       | 20 s 73        | Fabienne Feraez   | 23 s 27        |
| 400 m             | Marc Foucan         | 45 s 31        | Francine Landre   | 51 s 73        |
| 800 m             | Guillaume Douceret  | 1 min 47 s 81  | Patricia Djaté    | 2 min 02 s 40  |
| 1 500 m           | Driss Maazouzi      | 3 min 44 s 53  | Yamna Belkacem    | 4 min 11 s 63  |
| 5 000 m           | Rachid Chékhémani   | 13 min 52 s 40 | Fatima Yvelain    | 15 min 44 s 72 |
| 10 000 m          | -                   | -              | Zahia Dahmani     | 32 min 14 s 09 |
| 20 km marche      | Denis Langlois      | 1 h 24 min 23  | -                 | -              |
| 50 km marche      | Denis Langlois      | 3 h 49 min 06  | -                 | -              |
| 100 m haies       | -                   | -              | Patricia Girard   | 12 s 80        |
| 110 m haies       | Dan Philibert       | 13 s 46        | -                 | -              |
| 400 m haies       | Jean-Laurent Heusse | 49 s 34        | Sylvie Birba      | 57 s 60        |
| 3 000 m steeple   | Henri Belkacem      | 8 min 36 s 41  | -                 | -              |
| Saut en longueur  | Emmanuel Bangué     | 8,15 m         | Eunice Barber     | 6,76 m         |
| Triple saut       | Jérôme Romain       | 17,16 m        | Sylvie Borda      | 13,96 m        |
| Saut en hauteur   | Mustapha Raïfak     | 2,21 m         | Lucie Finez       | 1,88 m         |
| Saut à la perche  | Alain Andji         | 5,60 m         | Amandine Homo     | 4,20 m         |
| Lancer du poids   | Stéphane Vial       | 18,60 m        | Laurence Manfredi | 17,85 m        |
| Lancer du disque  | Jean-Claude Retel   | 61,09 m        | Isabelle Devaluez | 57,48 m        |
| Lancer du marteau | Raphaël Piolanti    | 76,27 m        | Cécile Lignot     | 61,01 m        |
| Lancer du javelot | Vitoli Tipotio      | 75,84 m        | Nadine Auzeil     | 51,31 m        |
| Décathlon         | Cédric Lopez        | 7 971 pts      | -                 | -              |
| Heptathlon        | -                   | -              | Marie Collonvillé | 6 084 pts      |